# Avitta lineosa
Avitta lineosa là một loài bướm đêm trong họ Noctuidae.